# Асоціація рітейлерів України
Асоціація ритейлерів України (Retail Association of Ukraine, RAU) — профільне об'єднання гравців ринку роздрібної торгівлі і компаній, безпосередньо пов'язаних з ритейлом. Асоціація діє як неприбуткове об'єднання юридичних осіб. До Асоціації ритейлерів України входить понад 90 українських та міжнародних торговельних компаній, до числа партнерів — більше 30 компаній-представників девелопменту та B2B сфери, дотичних до ритейлу.

## Напрямки діяльності
- Government Relations — зв'язки з органами державної влади, представлення та захист інтересів рітейлу на державному рівні.
- Аналітика ринку — дослідження галузі торгівлі, збір актуальної аналітичної інформації з метою виявлення тенденцій та швидкої реакції на проблематику ринку для подальшого представлення інтересів галузі.
- Обмін досвідом, розвиток торгівлі: щорічна виставка рітейлу та девелопменту RAU Expo; рейтингування та нагородження компаній сфери роздрібної торгівлі та торговельної нерухомості RAU Awards; підсумкова подія року для власників та топ-менеджерів компаній сфери роздрібної торгівлі, торговельної нерухомості та B2B сектору RAU Summit та ін.
- Медіа-підтримка рітейлу — розвиток порталу про рітейл RAU.ua[1] та YouTube-каналу «За рамками рітейлу»[2], інформаційна підтримка в загальнонаціональних та ділових медіа, підтримка в соціальних медіа.

## Історія
Асоціація заснована у квітні 2013 року. Засновники: Олександр Фіалка, Андрій Жук і Олег Кручинін. У грудні 2015 року співзасновником Асоціації рітейлерів України стала інвестиційна компанія Dragon Capital. CEO Асоціації — Оксана Приходько. З 2017 року Асоціація проводить церемонію Retail&Development Business Awards, на якій нагороджує кращі компанії сфери роздрібної торгівлі України, лідерів в сегменті e-commerce та найуспішніші торгово-розважальні центри.

## Ключові проекти
- RAU Expo — виставка індустрії рітейлу і девелопменту, проводиться з 2017 року
- RAU Summit — підсумкова подія для власників та менеджерів компаній сфери роздрібної торгівлі, торговельної нерухомості та B2B сектору. Проходить щорічно з 2013 року
- RAU Awards — нагородження компаній сфери роздрібної торгівлі, e-commerce та торговельної нерухомості, проводиться з 2017 року.